# Чуваев, Олег Сергеевич
Оле́г Серге́евич Чува́ев (укр. Олег Сергійович Чуваєв; 25 октября 1987, Кременчуг, Полтавская область, Украинская ССР, СССР) — украинский футболист, вратарь.
С 2003 по 2011 год играл в дубле полтавской «Ворсклы». Затем выступал в первой лиге в составе МФК «Николаев». В 2013 году стал игроком ФК «Севастополь», с которым повысился в классе и дебютировал в Премьер-лиге. После расформирования крымского клуба продолжил карьеру в российской команде «Томь» 2014—2016.

## Ранние годы
В футбол начинал играть в кременчугской ДЮСШ. Первый тренер — Григорий Григорьевич Чичиков. Со временем тренер рекомендовал юного вратаря в Днепропетровск в училище физической культуры, но родители молодого футболиста не потянули финансы, которые были нужны для занятий в чужом городе. Затем тренер пристроил вратаря в Полтаве, где Чуваев сначала играл в ДЮСШ им. И. Горпинки, а затем в команде «Молодёжь». В Полтаве футболист обучался у тренера Вазгена Манасяна, а позже — у Александра Ежакова.

## Клубная карьера
Ещё в школьные годы выступавшего «на область» Чуваева заметил футбольный специалист Анатолий Момот и пригласил в «Ворсклу». Молодой вратарь стал играть в резервной команде полтавчан — второлиговой «Ворскле-2», которую возглавлял Олег Моргун, привлекался к матчам фарм-клуба полтавчан стрыйской «Газовик-Скалы». За «Ворсклу-2» выступал до самого расформирования коллектива летом 2005 года. После этого стал защищать ворота дублёров «Ворсклы» в молодёжном чемпионате Украины, где провёл 94 матча. Неоднократно включался в заявку основной команды, но из-за высокой конкуренции за вратарское место в Премьер-лиге за «Ворсклу» так и не сыграл. Вторую половину сезона 2010/11 провёл в аренде во второлиговом «Кремне». В этой команде было три равноценных голкипера, и тренер Юрий Чумак ставил их по очереди: в одном матче вратарь вне заявки, в следующем — выходил на замену, ещё в одном — играл со старта. Чуваев в своих двух матчах отстоял «на нуль».
Летом 2011 года Чуваев пытался трудоустроиться в «Говерле», «Авангарде» и Воронеже, но до подписания контракта дело нигде не дошло. После этого полгода занимался самостоятельными тренировками.
Зимой 2012 года по приглашению Евгения Каминского, помогавшего МФК «Николаев» вести селекционную работу, приехал на просмотр в эту команду. После окончания первого тренировочного сбора главный тренер Руслан Забранский предложил вратарю подписать контракт. Получив стабильную игровую практику, вратарь почувствовал уверенность в себе. Во второй части сезона 2011/12 Чуваев помог «корабелам» остаться в первой лиге. В следующем сезоне вратарь, по мнению портала Football.ua, стал одним из главных открытий, одним из лучших игроков первой лиги. Олег выдал фееричные матчи против «Севастополя», «Александрии» и «Стали». Был признан лучшим футболистом года в Николаевской области.
9 января 2013 года подписал контракт на 2,5 года с лидером первой лиги «Севастополем», который стремился завоевать право выступать в Премьер-лиге. Соперниками Чуваева за место в воротах «Севастополя» были Игорь Литовка и Константин Махновский. В «запредельной» конкуренции с ними в оставшихся матчах сезона Чуваев сыграл за севастопольцев в 5 матчах. Внёс свой посильный вклад в перволиговое чемпионство «моряков» и выход в полуфинал Кубка Украины. Даже несмотря на курьёзный гол, пропущенный им от «Гелиоса» в Харькове, Чуваев был избран лучшим вратарём сезона первой лиги.
В Премьер-лиге Чуваеву пришлось начинать всё с начала. С первых матчей место в воротах «Севастополя» занял Игорь Литовка, а Олег дебютировал в высшем дивизионе лишь в восьмом туре 31 августа 2013 года в домашнем матче против львовских «Карпат». В этом матче Олег сумел сохранить свои ворота «сухими», но следующие 9 игр всё равно провёл на скамейке запасных. Лишь после зимнего перерыва Чуваев смог завоевать стабильное место в основе «моряков». Во многих матчах признавался болельщиками одним из лучших в составе команды. В матче 24-го тура против своего бывшего клуба «Ворсклы» успешную игру Чуваева отметили обозреватели пяти всеукраинских интернет-порталов FootBoom.com, UA-Футбол, Football.ua, «Футбольный клуб» и «ГОЛ!». Летом 2014 года после расформирования «Севастополя» получил статус свободного агента.
Под самый занавес летнего трансферного окна 31 августа 2014 года Чуваев подписал соглашение с российским клубом ФНЛ «Томь», где из-за строгого лимита на легионеров занял место третьего вратаря после Алексея Солосина и Арби Межиева. В феврале 2015 года из-за затянувшегося получения Чуваевым гражданства России на правах аренды до конца сезона перебрался в «Химик» из Дзержинска, предварительно продлив контракт с «Томью» ещё на год. За клуб из Дзержинска Чуваев отыграл в 8 матчах, после чего летом 2015 года вернулся в «Томь». На сезон 2015/16 был заявлен томским клубом уже как гражданин России. Дебютировал в составе томского клуба 10 августа 2015 года в матче с «Тосно», пропустив два мяча. Первый «сухой» матч за «Томь» провел 17 августа 2015 года против футбольного клуба «Торпедо» из Армавира. В августе 2015 года в трёх матчах подряд сохранил ворота «Томи» в неприкосновенности. В январе 2016 года футболист продлил контракт с «Томью» на 2 года. 11 июля 2016 года стало известно, что футболист расторг контракт с «Томью» и стал свободным агентом.
Летом 2016 года подписал контракт с украинским футбольным клубом «Заря».

## Международная карьера
В 2005 году провёл 10 матчей в составе юношеских сборных Украины до 18 и 19 лет (тренер — Анатолий Бузник). За место в воротах конкурировал с Александром Рыбкой. Основным достижением этой команды было второе место на мемориале Гранаткина в Москве, где украинцы в финале уступили ровесникам из России.

## Стиль игры
По собственным словам, с детства, начиная ещё от дворовых баталий, предпочитал занимать место в воротах.

## Статистика

### Клубная
| Клуб             | Сезон            | Чемпионат        | Чемпионат | Чемпионат | Дубль | Дубль | Кубок | Кубок | Прочее | Прочее | Итого | Итого |
| Клуб             | Сезон            | У                | Игры      | Голы      | Игры  | Голы  | Игры  | Голы  | Игры   | Голы   | Игры  | Голы  |
| ---------------- | ---------------- | ---------------- | --------- | --------- | ----- | ----- | ----- | ----- | ------ | ------ | ----- | ----- |
| Ворскла-2        | 2003/04          | ІІІ              | 3         | −0        | —     | —     | —     | —     | —      | —      | 3     | −0    |
| Ворскла-2        | 2004/05          | ІІІ              | 10        | −15       | —     | —     | —     | —     | —      | —      | 10    | −15   |
| Ворскла-2        | Итого            | Итого            | 13        | −15       | 0     | 0     | 0     | 0     | 0      | 0      | 13    | −15   |
| Ворскла          | 2005/06          | І                | 0         | 0         | 6     | 0     | 0     | 0     | —      | —      | 0     | 0     |
| Ворскла          | 2006/07          | І                | 0         | 0         | 17    | 0     | 0     | 0     | —      | —      | 0     | 0     |
| Ворскла          | 2007/08          | І                | 0         | 0         | 24    | 0     | 0     | 0     | —      | —      | 0     | 0     |
| Ворскла          | 2008/09          | І                | 0         | 0         | 24    | 0     | 0     | 0     | —      | —      | 0     | 0     |
| Ворскла          | 2009/10          | І                | 0         | 0         | 17    | 0     | 0     | 0     | —      | —      | 0     | 0     |
| Ворскла          | 2010/11          | І                | 0         | 0         | 6     | 0     | 0     | 0     | —      | —      | 0     | 0     |
| Ворскла          | Итого            | Итого            | 0         | 0         | 94    | 0     | 0     | 0     | 0      | 0      | 0     | 0     |
| Кремень          | 2010/11          | ІІ               | 2         | −0        | —     | —     | 0     | 0     | —      | —      | 2     | −0    |
| Кремень          | Итого            | Итого            | 2         | −0        | 0     | 0     | 0     | 0     | 0      | 0      | 2     | −0    |
| Николаев         | 2011/12          | ІІ               | 11        | −12       | —     | —     | 0     | 0     | 1      | −3     | 12    | −15   |
| Николаев         | 2012/13          | ІІ               | 20        | −24       | —     | —     | 0     | 0     | —      | —      | 20    | −24   |
| Николаев         | Итого            | Итого            | 31        | −36       | 0     | 0     | 0     | 0     | 0      | 0      | 32    | −39   |
| Севастополь-2    | 2012/13          | ІІІ              | 1         | −2        | —     | —     | —     | —     | —      | —      | 1     | −2    |
| Севастополь-2    | Итого            | Итого            | 1         | −2        | 0     | 0     | 0     | 0     | 0      | 0      | 1     | −2    |
| Севастополь      | 2012/13          | ІІ               | 5         | −2        | —     | —     | 2     | −5    | —      | —      | 7     | −7    |
| Севастополь      | 2013/14          | І                | 12        | −15       | 1     | −2    | 1     | −1    | —      | —      | 13    | −16   |
| Севастополь      | Итого            | Итого            | 17        | −17       | 1     | −2    | 3     | −6    | 0      | 0      | 20    | −23   |
| Химик            | 2014/15          | ІІ               | 8         | −15       | —     | —     | 0     | 0     | —      | —      | 8     | −15   |
| Химик            | Итого            | Итого            | 8         | −15       | 0     | 0     | 0     | 0     | 0      | 0      | 8     | −15   |
| Томь             | 2014/15          | ІІ               | 0         | 0         | —     | —     | 0     | 0     | —      | —      | 0     | 0     |
| Томь             | 2015/16          | ІІ               | 20        | −21       | —     | —     | 0     | 0     | —      | —      | 20    | −21   |
| Томь             | Итого            | Итого            | 20        | −21       | 0     | 0     | 0     | 0     | 0      | 0      | 20    | −21   |
| Заря             | 2016/17          | І                | 1         | 0         | 5     | -6    | 0     | 0     | —      | —      | 1     | 0     |
| Заря             | Итого            | Итого            | 1         | 0         | 0     | 0     | 0     | 0     | 0      | 0      | 1     | 0     |
| Всего за карьеру | Всего за карьеру | Всего за карьеру | 93        | −106      | 100   | -8    | 3     | −6    | 1      | −3     | 97    | −115  |

Источники статистических данных: официальные сайты ФФУ, УПЛ и ФНЛ

## Достижения

### Командные
«Севастополь»
- Первая лига
  - Победитель: 2012/13.

«Томь»
- ФНЛ
  - Бронзовый призёр: 2015/16

### Личные
- Лучший игрок ФК «Томь»: 2015/16